# Colin Chilvers
Colin Chilvers (Fort Erie, 1945 – 19 de novembro de 2024) foi um especialista em efeitos visuais britânico. Venceu o Oscar de melhores efeitos visuais na edição de 1979 por Superman, ao lado de Les Bowie, Denys Coop, Roy Field, Derek Meddings e Zoran Perisic.